# 595 pr. n. št.
595 pr. n. št. je bilo leto predjulijanskega rimskega koledarja.

Oznaka 595 pr. Kr. oz. 595 AC (Ante Christum, »pred Kristusom«), zdaj posodobljeno v 595 pr. n. št., se uporablja od srednjega veka, ko se je uveljavilo številčenje po sistemu Anno Domini.

## Smrti
- Neko II., faraon Egipta (* ni znano)